# Öster-Mjöingen
Öster-Mjöingen är en sjö i Bergs kommun i Jämtland och ingår i Ljungans huvudavrinningsområde. Sjön har en area på 0,403 kvadratkilometer och ligger 591 meter över havet. Sjön avvattnas av vattendraget Mjöingsbäcken.

## Delavrinningsområde
Öster-Mjöingen ingår i det delavrinningsområde (695549-138967) som SMHI kallar för Utloppet av Öster-Mjöingen. Medelhöjden är 655 meter över havet och ytan är 11,75 kvadratkilometer. Räknas de 5 avrinningsområdena uppströms in blir den ackumulerade arean 49,19 kvadratkilometer. Mjöingsbäcken som avvattnar avrinningsområdet har biflödesordning 3, vilket innebär att vattnet flödar genom totalt 3 vattendrag innan det når havet efter 284 kilometer. Avrinningsområdet består mestadels av skog (77 procent) och sankmarker (19 procent). Avrinningsområdet har 0,4 kvadratkilometer vattenytor vilket ger det en sjöprocent på 3,4 procent.